# Madison Avenue (musikgrupp)
Madison Avenue var en australiensisk popduo bestående av sångerskan Cheyne Coates (född 1970) och musikern och producenten Andy Van (född 1966). Duons låt "Don't Call Me Baby", som innehåller samplingar från Pino d'Angiós discolåt Ma quale idea från 1979, nådde förstaplatsen på UK Singles Chart i maj 2000. Madison Avenue bildades 1999 och splittrades 2003.
Efter bandets uppbrott 2003 släppte Coates albumet Something Wicked This Way Comes och singlarna "I've Got Your Number" och "Taste You".

## Diskografi

### Studioalbum
- The Polyester Embassy (2 oktober 2000)

1. "This Is Your Introduction" – 2:17
2. "Who the Hell Are You" – 3:35
3. "Don't Call Me Baby" – 3:46
4. "Do You Like What You See" – 3:46
5. "Edible French Chic" – 1:50
6. "Everything You Need" – 7:07
7. "She" – 1:37
8. "It's Alright" – 5:12
9. "It's Very Alright" – 1:44
10. "Fly" – 5:07
11. "'78" – 4:38
12. "Don't Call Me Baby" (The Dronez Old School Mix) – 5:51
13. "Who the Hell Are You" (John Course & Andy Van Remix) – 7:21

### Singlar
- "Don't Call Me Baby" (1999)
- "Don't Call Me Baby" (2000; återutgåva)
- "Who the Hell Are You" (2000)
- "Everything You Need" (2000)
- "Reminiscing" (2001; Little River Band-cover)